# 1448
1448. је била проста година.

## Догађаји

### Октобар
- 20. октобар — Угарска војска предвођена Јаношем Хуњадијем је поражена у бици на Косову од турске војске предвођена султаном Муратом II.